# People's Instinctive Travels and the Paths of Rhythm
People's Instinctive Travels and the Paths of Rhythm è l'album di debutto degli A Tribe Called Quest, registrato presso Calliope Studios, Battery Studios e Dumb D.J. Towha's DewDrop Inn, New York.

## Tracce
1. Push It Along – 7:42
2. Luck of Lucien – 4:32
3. After Hours – 4:39
4. Footprints – 4:00
5. I Left My Wallet in El Segundo – 4:06
6. Pubic Enemy – 3:45
7. Bonita Applebum – 4:11
8. Can I Kick It? – 4:52
9. Youthful Expression – 4:01
10. Rhythm (Devoted to the Art of Moving...) – 3:33
11. Mr. Muhammad – 5:27
12. Ham 'n' Eggs – 3:54
13. Go Ahead in the Rain – 3:54
14. Description of a Fool – 5:41